# Tunápolis
Tunápolis es un municipio brasileño del estado de Santa Catarina. Tiene una población estimada al 2022 de 4 916 habitantes. Pertenece a la Región metropolitana del Extremo Oeste.

## Historia
La colonización de Tunápolis comenzó en 1950, con emigrantes de origen alemán provenientes de Río Grande del Sur. Al encontrar en el lugar cactus de la especia "tuna", llamaron a la localidad Tunápolis. El 20 de septiembre de 1951 se realizó la primera misa en la localidad, fecha que se considera como fundacional, el padre Balduíno Schneider eligió a la Santísima Trinidad como patrona de la ciudad.
La actividad de la localidad era la agricultura y la extracción de madera. Tunápolis comenzó su proceso de emancipación en los años 1980, emancipándose de Itapiranga el 26 de abril de 1989.